# Santa Maria de Peracamps
Santa Maria de Peracamps fou una església del nucli de Peracamps, al municipi de Llobera (Solsonès), inclosa en l'Inventari del Patrimoni Arquitectònic de Catalunya.

## Descripció

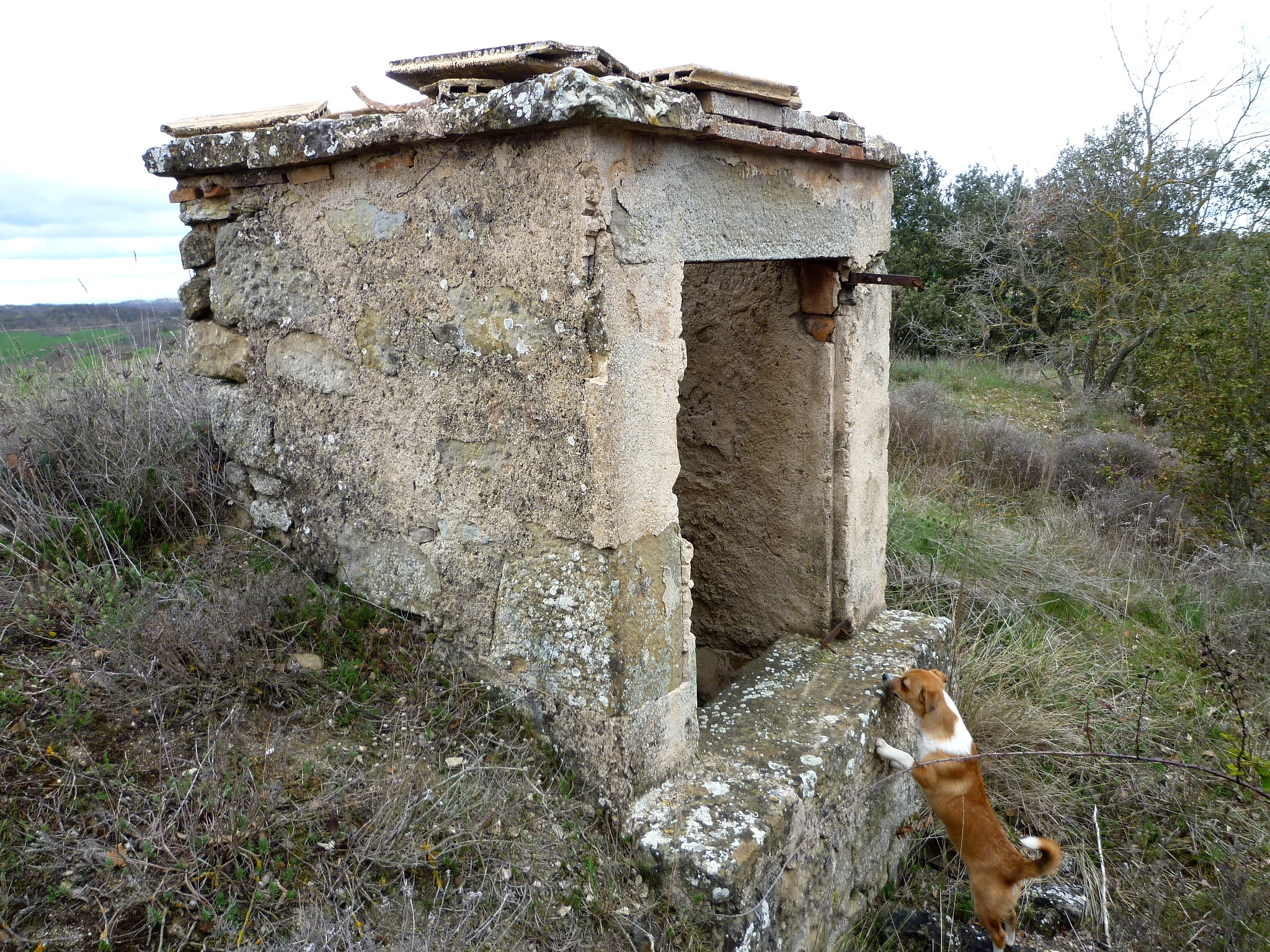
La cisterna

Només hi ha unes restes, panys de murs de l'antiga rectoria. Segurament entre la vegetació hi ha restes de murs de l'antiga església de Santa Maria. Avui dempeus només resta ben visible una cisterna. Es troben a un centenar de metres al sud de la Torre, a la dreta del camí que baixa a la masia dels Perers.

## Història
Prop del castell del segle xi s'edificà l'església. Quan el castell, després de dependre dels canonges d'Urgell (segle XII-XV), passà a la confraria de la Mare de Déu dels Colls de Sant Llorenç de Morunys, els priors d'aquesta confraria presentaven el capellà de la seva església. Quan es formà el Bisbat de Solsona o poc després (1623), l'església de Santa Maria de Peracamps passà a ser sufragània de Torredenegó. Ho fou segurament fins al 1851, quan quedà suprimit el Bisbat.
Quan el 1896 el doctor Ramon Riu i Cabanes plantejà una reforma de les parròquies, proposà una altra parròquia dins el terme de Llobera. Hi hagué dues opcions, la de Sant Pere de la Sala, prop del terme de Torà, i l'església de Sant Pere Màrtir de Peracamps; que ja no es deia de Santa Maria. El bisbe Riu i Cabanes preferí la barriada o sufragània que es comprometés a fer-hi la casa rectoral, i ho feren els de Peracamps. Aquesta nova parròquia tenia dins el seu terme les cases veïnes i l'Hostal Nou. El primer rector que s'anomenà vicari fou mossèn Maurici Prat el 1901. Aquesta nova parròquia tingué pocs anys de vida, primerament per causa de la guerra del 1936, que malmeté totalment l'església, i després perquè l'entorn de Peracamps, vers els anys 1940, no tenia gaires masies. El bisbe doctor Valentí Comellas i els propietaris, després d'algunes discussions, acordaren fer una nova església prop de la carretera de Solsona a Torà.